# سهره خاکی

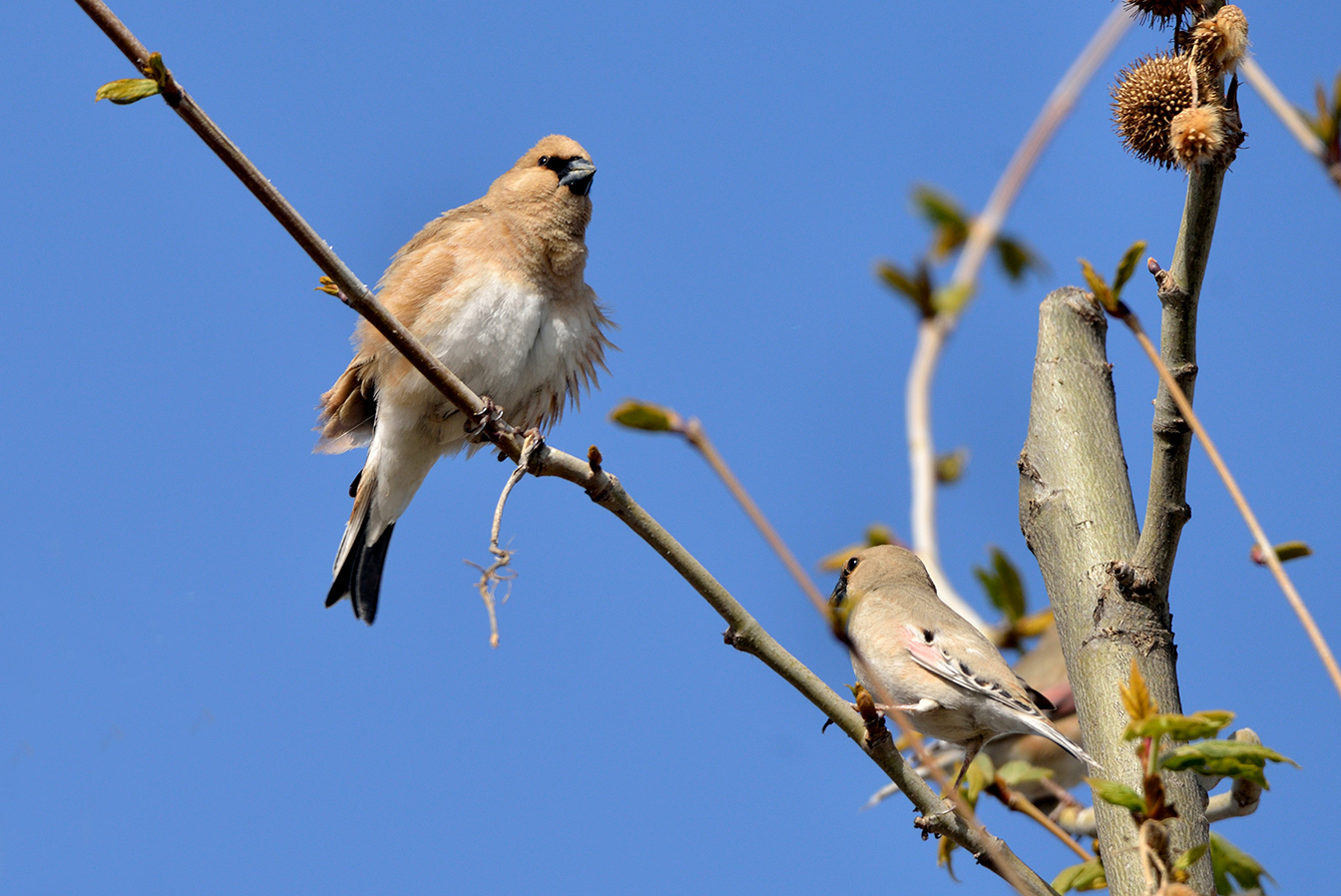
سهره خاکی

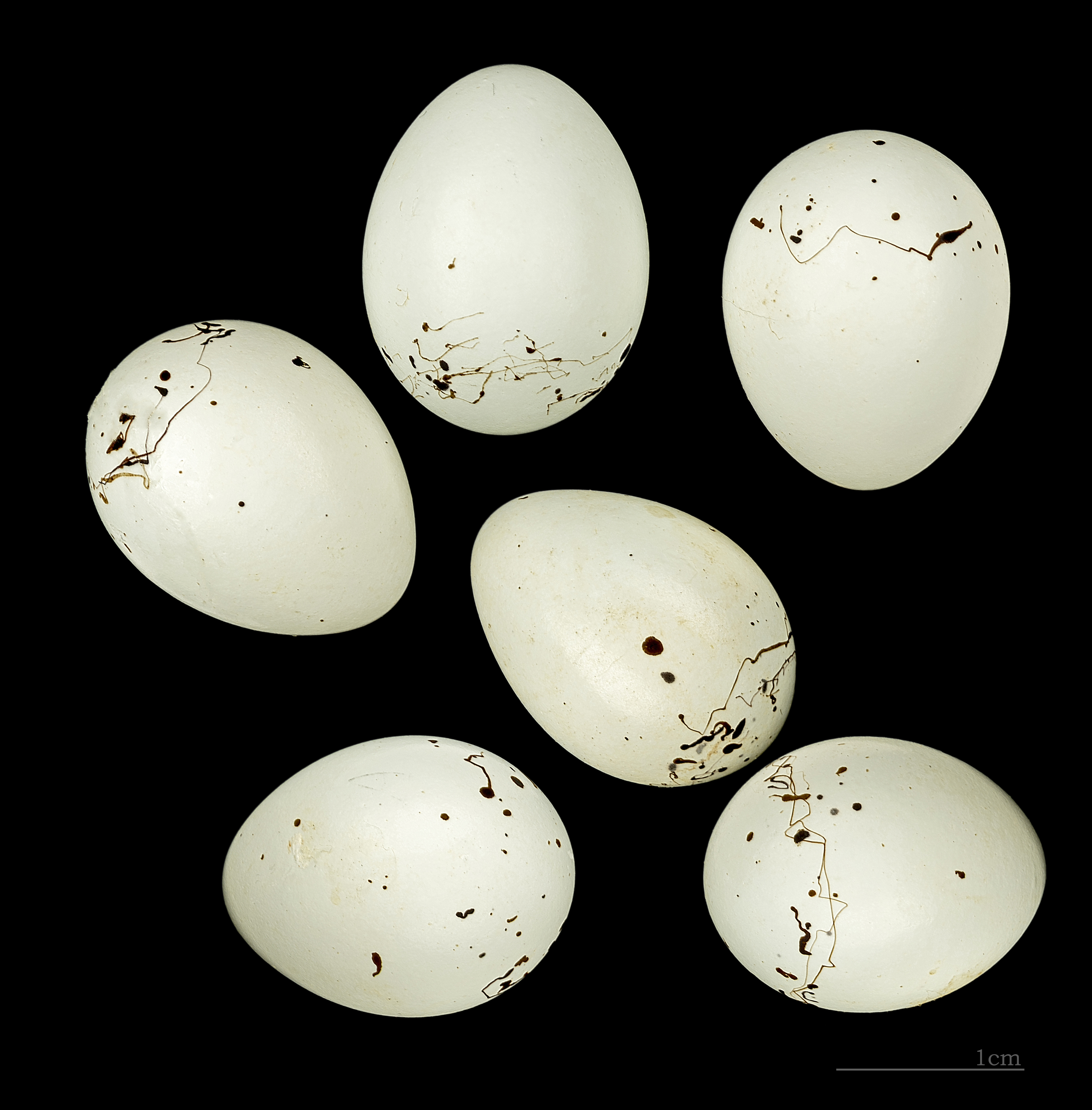
تخم‌های سهره خاکی، موزه تولوز

سهره خاکی (نام علمی: Rhodospiza obsoleta)، سهرۀ بزرگ قهوه‌ای‌رنگی است که در اوراسیای جنوبی یافت می‌شود. طبقه‌بندی آن مورد اختلاف است، پیش از این در بین سهره‌های جنگلی قرار داشت.